# Rio Alivio
Der Rio Alivio ist ein etwa 52 km langer rechter Nebenfluss des Rio Verde im Süden des brasilianischen Bundesstaats Paraná.

## Etymologie
Der Name des Flusses bedeutet Trostfluss. Die deutsche Übersetzung des portugiesischen Begriffs alivio ist Erleichterung, Entlastung oder Trost.

## Geografie

### Lage
Das Einzugsgebiet des Rio Alivio befindet sich auf dem Terceiro Planalto Paranaense (Dritte oder Guarapuava-Hochebene von Paraná).

### Verlauf
Sein Quellgebiet liegt auf der Grenze zwischen den beiden Munizipien Assis Chateaubriand und Tupãssi auf 413 m Meereshöhe. Er entsteht aus dem Zusammenfluss von Rio do Peixe und Córrego Agua do Angico etwa 5 km westlich des Hauptorts von Tupãssi an der PR-481.
Der Fluss verläuft in nördlicher Richtung. Er bildet auf seinen ersten etwa 8 km die Grenze zwischen den beiden Munizipien. Dann verläuft er bis zu seiner Mündung vollständig innerhalb von Assis Chateaubriand. Er fließt an dessen Hauptort südwestlich vorbei. Er mündet auf 309 m Höhe von links in den Rio Verde. Er ist etwa 52 km lang.

### Munizipien im Einzugsgebiet
Am Rio Alivio liegen die zwei Munizipien Assis Chateaubriand und Tupãssi.